# Камбери, Флориан
Флориан Камбери (алб. Florian Kamberi, род. 8 марта 1995 года, Цюрих, Швейцария) — швейцарский футболист, нападающий клуба «Хаддерсфилд Таун».

## Клубная карьера
Камбери начал заниматься футболом в клубе «Тугген». Также на молодёжном уровне играл в клубах «Рапперсвиль-Йона» и «Грассхоппер». Будучи игроком молодёжного состава «Рапперсвиль-Йоны», 10 августа 2013 года Камбери дебютировал во взрослом составе клуба в матче против клуба «Хам 1910». В общей сложности, за взрослый состав «Рапперсвиль-Йоны» Камбери сыграл 9 матчей. Свой единственный гол забил 24 мая 2014 года в матче против «Бальцерс».
16 июня 2014 года Камбери перешёл в молодёжный состав «Грассхоппера». 17 сентября 2014 года дебютировал в составе фарм-клуба «Грассхоппер II» в матче против «Эшен-Маурен». 30 сентября на следующем же матче против «Таверне» Камбери забил свой первый гол. В общей сложности, Камбери за фарм-клуб «Грассхоппер II» сыграл 24 матча и забил 19 мячей. С лета 2015 года играет за взрослый состав «Грассхоппера», в котором дебютировал 19 июля 2015 года в матче против «Тун». Свой первый гол Камбери забил 2 августа в матче против «Цюриха».
31 августа Камбери на правах аренды перешёл в немецкий «Карлсруэ» до конца сезона 2016/17. Дебютировал в клубе 18 сентября в матче против «Санкт-Паули». 1 октября в матче против дюссельдорфской «Фортуны» Камбери забил свой первый гол в составе «Карлсруэ».

## Международная карьера
Камбери сыграл один матч за сборную Швейцарии до 20 лет. В частности, 17 ноября 2015 года сыграл против сборной сверстников из Италии. Матч закончился ничьей 1:1. До этого, 7 сентября 2015 года, Камбери дебютировал в молодёжной сборной Швейцарии в матче против сборной Казахстана. Швейцарцы выиграли эту встречу со счётом 0:1. Свой первый гол за молодёжную сборную Камбери забил 26 марта 2016 года в матче против сборной Англии. Матч с англичанами закончился со счётом 1:1.

## Статистика
| Клуб             | Лига                    | Сезон            | Чемпионат | Чемпионат | Кубки | Кубки | Еврокубки | Еврокубки | Итого | Итого |
| Клуб             | Лига                    | Сезон            | Игры      | Голы      | Игры  | Голы  | Игры      | Голы      | Игры  | Голы  |
| ---------------- | ----------------------- | ---------------- | --------- | --------- | ----- | ----- | --------- | --------- | ----- | ----- |
| Рапперсвиль-Йона | Швейцарская Первая лига | 2013/14          | 9         | 1         | 0     | 0     | 0         | 0         | 9     | 1     |
| Рапперсвиль-Йона | Итого                   | Итого            | 9         | 1         | 0     | 0     | 0         | 0         | 9     | 1     |
| → Грассхоппер II | Швейцарская Первая лига | 2014/15          | 21        | 15        | 0     | 0     | 0         | 0         | 21    | 15    |
| → Грассхоппер II | Швейцарская Первая лига | 2015/16          | 3         | 4         | 0     | 0     | 0         | 0         | 3     | 4     |
| → Грассхоппер II | Итого                   | Итого            | 24        | 19        | 0     | 0     | 0         | 0         | 24    | 19    |
| Грассхоппер      | Швейцарская Суперлига   | 2015/16          | 28        | 3         | 2     | 0     | 0         | 0         | 30    | 3     |
| Грассхоппер      | Швейцарская Суперлига   | 2016/17          | 4         | 0         | 1     | 0     | 0         | 0         | 5     | 0     |
| Грассхоппер      | Итого                   | Итого            | 32        | 3         | 3     | 0     | 0         | 0         | 35    | 3     |
| → Карлсруэ       | Вторая Бундеслига       | 2016/17          | 15        | 1         | 0     | 0     | 0         | 0         | 15    | 1     |
| → Карлсруэ       | Итого                   | Итого            | 15        | 1         | 0     | 0     | 0         | 0         | 15    | 1     |
| Всего за карьеру | Всего за карьеру        | Всего за карьеру | 70        | 24        | 3     | 0     | 0         | 0         | 73    | 24    |